# Janus Dousa
Pour les articles homonymes, voir Dousa.
Johan van der Does, dit Janus Dousa, seigneur de Noordwijk, né le 5 décembre 1545 à Noordwijk où il est mort le 8 octobre 1604, est un magistrat, philologue, historien, poète et patriote néerlandais qui a puissamment contribué à l’indépendance des Provinces-Unies.

## Biographie
Orphelin de père et de mère dès l’âge de cinq ans, Dousa fut d’abord confié à son aïeul maternel Frans van Nijenrode et, à la mort de celui-ci, à son oncle Werner van der Does, seigneur de Kattendijke qui, à sa mort sans enfants, l’institua son héritier. Âgé de dix ans, il commença ses humanités à Lier, en Brabant. En 1560, il fut rappelé en Hollande et confié aux soins de Adriaen de Jonghe, dont l’école jouissait à Delft d’une grande considération. Il fit de rapides progrès sous ce maître. De Delft, Dousa passa à l’université de Louvain, et deux ans après il alla étudier le droit à l’université de Douai. Là il devint l’ami de Luc Fruytiers, dit Fruterius, plus âgé que lui de cinq ans, mais animé de la même passion pour l’étude. Dousa l’engagea à l’accompagner à Paris, en 1564. En même temps qu’il se perfectionnait dans le grec, sous Jean Dorat, professeur au collège royal, il se lia avec plusieurs Parisiens des plus distingués, tels que le chancelier de l’Hospital, Turnèbe, Passerat, Florent Chrestien, Ronsard, Baïf, Lambin, etc.

### Siège de Leyde

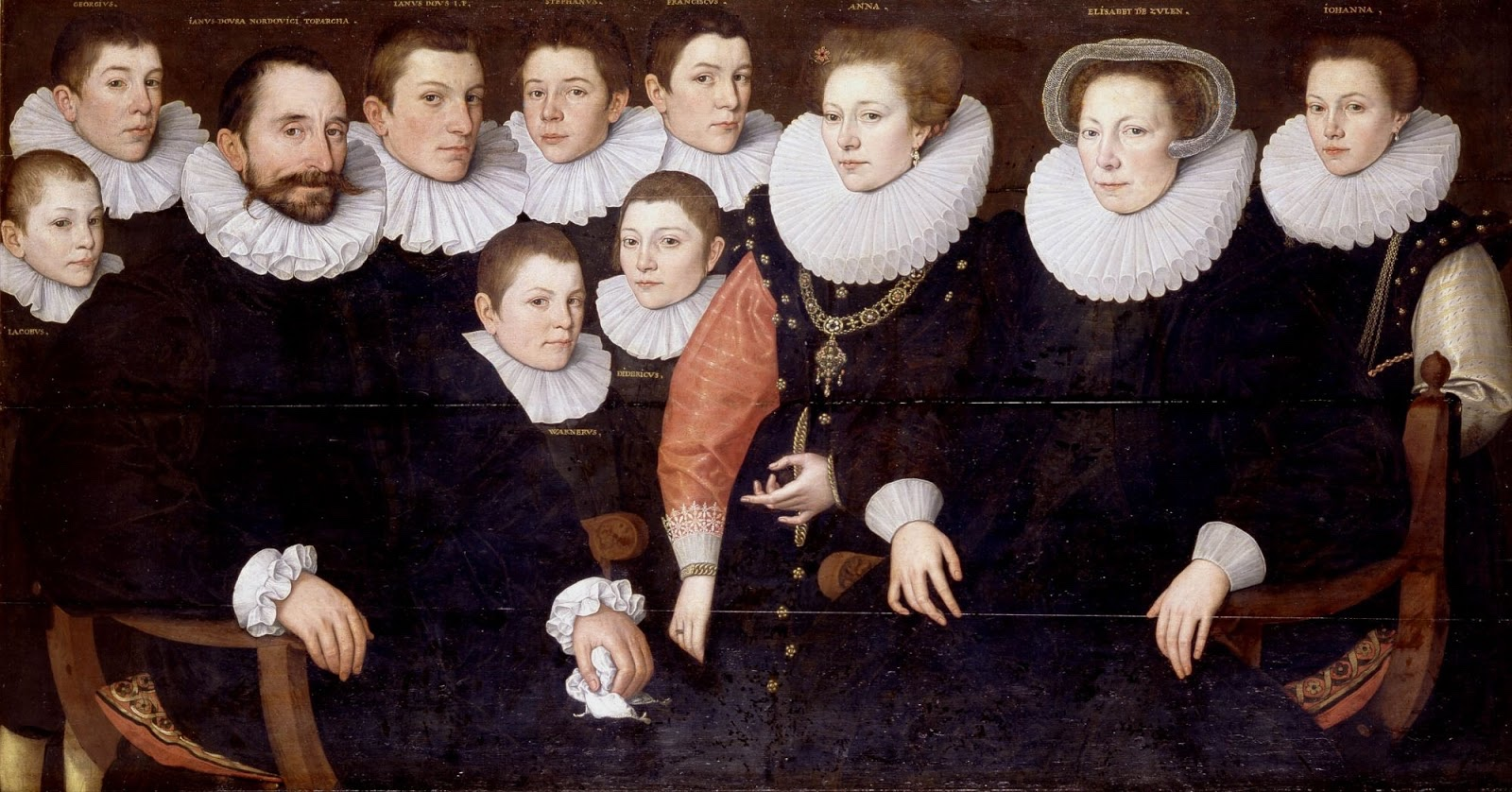
Portrait de la famille van der Does par Roeloff Willemsz. Van Culemborg (1590-92).

De retour en Hollande, Dousa y épousa, en 1565, Elisabeth van Zuylen, dont il eut douze enfants. Ayant hérité de la seigneurie de Noordwijk de son père et de la seigneurie de Kattendijke de son oncle Werner, il retourna dans ses terres en 1566, l’année de la fureur iconoclaste, alors que les Pays-Bas étaient au seuil d’une nouvelle période de leur histoire avec la révolte des gueux. Dousa ne paraît pas, au premier abord, avoir été très désireux de s’engager aux côtés de Guillaume le Taciturne, mais après choisi son camp, il se jeta corps et âme dans la lutte pour la liberté contre les Espagnols. Dans sa seigneurie, il a adopté une politique modérée de tolérance religieuse, autorisant le catholicisme et le protestantisme. En tant que membre de la noblesse, il rejoignit le Compromis des nobles (1566), la confédération des nobles contre la politique religieuse de Philippe II d’Espagne. En 1570, il est devenu hoogheemraad (inspecteur des digues) et membre des États de Hollande, au nom de la noblesse. Lorsque, en 1572, la révolte a officiellement débuté avec la première réunion indépendante des États-Généraux, Dousa le rejoint. Dans la même année, il se montra comme homme public en allant, à la tête d’une ambassade de cinq personnes, en Angleterre, pour intéresser la reine Élisabeth au succès du patriotisme hollandais en l’engageant à se déclarer en faveur des Hollandais contre les Espagnols. En 1574, la ville de Leyde ayant été assiégée par les Espagnols, c’est à lui que le commandement en fut confié. Il montra, lors du siège de Leyde une intelligence, une fermeté, un courage toujours supérieurs aux dangers face aux atrocités de la famine et de la peste réunies aux dissensions intestines tandis que la ruse et la corruption conspiraient contre elle au dehors. À des promesses insidieuses de Francisco de Valdez qui commandait le siège, il répondit un jour par ce vers tiré des Distiques de Caton : « Fistula dulce canit, volucrem dum decipit auceps. » Dousa se servait de colombes dressées pour sa correspondance avec les libérateurs dont il attendait le secours. Bien que n’occupant aucun poste au sein du gouvernement et non formé aux armes, il prit, lorsque le besoin s’en fit sentir, le commandement d’une compagnie de troupes, encourageant par sa propre résolution les régents et les citoyens à prolonger la défense de la ville. Il soutint avec fermeté les assauts que les Espagnols livrèrent à la ville, les forçant à lever, le 5 octobre, le siège et contribuant, par ses services civils et militaires, à l’affranchissement des Pays-Bas. Cet évènement est à l’origine d’une dette de la ville de Leyde envers Dousa lorsque Guillaume Ier la dédommagea des souffrances qu’elle avait enduré lors du siège : les citoyens qui avaient résisté au siège en inondant leurs champs, sollicitèrent la création d’une université, qui fut fondée l’année suivante. Dousa était dans le comité de préparation de la fondation de cette université devenue, par la suite, l’une des plus célèbres d’Europe et il en fut le premier curateur, poste qu’il conserva 29 ans. Ses relations avec les savants étrangers servirent à y attirer de tous les côtés les professeurs les plus distingués, dont Joseph Juste Scaliger. Nommé en 1574 conservateur des archives hollandaises, il puisa dans les titres originaux les matériaux d’un important ouvrage historique.

### Conservateur des archives hollandaises

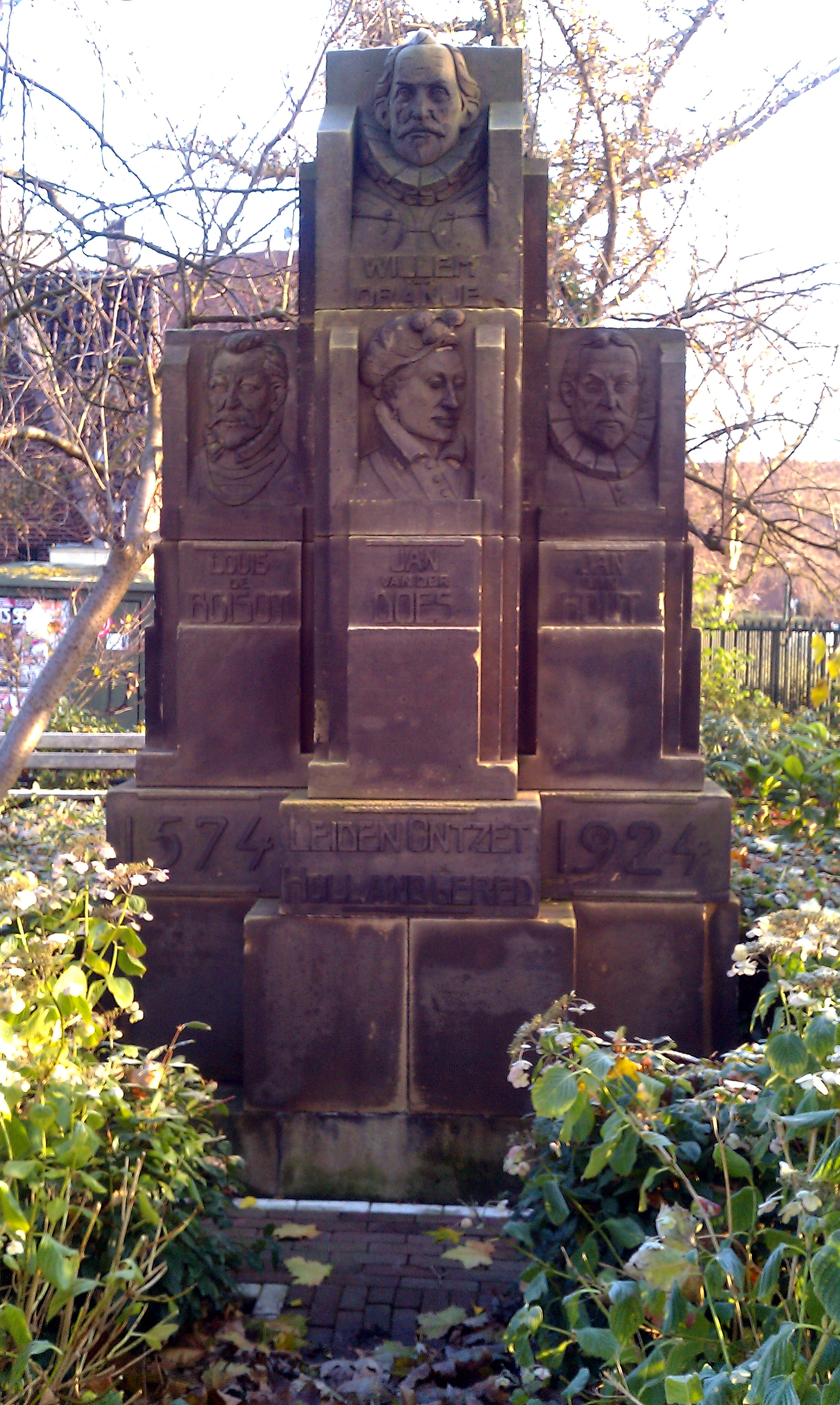
Monument construit en 1924 à Leyde en l’honneur de Guillaume d'Orange, au-dessous de qui est représenté Jan van der Does.

Lorsque le 10 juillet 1584, Guillaume Ier fut assassiné, Dousa, comprenant toute l’étendue de ce revers, fit secrètement un voyage en Angleterre pour y chercher, auprès de la reine Élisabeth, un puissant appui à la liberté de sa patrie. Il reçut, l’année suivante, une mission officielle pour le même objet. Dans le courant de la même année, il fut nommé conservateur des archives hollandaises, poste qui le mit à portée de connaitre parfaitement les titres originaux et les sources où il avait à puiser pour les Annales de la Hollande depuis l’an 898 jusqu’en 1218, qu’il rédigea en latin, et sous deux formes : elles parurent en 1599 en vers élégiaques composées de dix livres, qui retracent l’histoire des comtes de Hollande, depuis Thierry Ier, en 898 jusqu’à la comtesse Ada, en 1818, et, deux ans après, en prose, également en dix livres. Dousa n’y a été que le continuateur de son fils ainé Jean Dousa. Ce dernier et le père ont également concouru à la rédaction, le premier livre, qui remonte aux temps les plus anciens, est tout entier de la main du fils. Le dixième descend jusqu’à la mort du comte Florent le Gros, en 1122. Le mérite essentiel des travaux de Dousa en histoire hollandaise, est dans la recherche des titres originaux, recherche qui l’a conduit à élaguer un grand nombre de fables, accréditées jusqu’à lui. Il ne trouvait pas la même sagesse dans son contemporain Pieter Cornelisz. Bockenberg, parvenu au poste d’historiographe de Hollande, que Dousa avait sollicité pour Dominique Baudier. Il se mit alors à le harceler, en vers et en prose, dans ses diatribes où il passait souvent les bornes de la modération, peut-être même les lois de la justice. Quoi qu’il en puisse être de ce tort, ainsi que de certains reproches faits à la latinité de Dousa, ses deux ouvrages historiques ajoutèrent beaucoup à sa renommée littéraire. Les plus éminents érudits de son temps le comblèrent d’éloges. De leur côté, les États de Hollande lui exprimèrent leur satisfaction en lui offrant une chaine d’or.

### Conseiller de la cour
De 1585 à 1588, le gouvernement du favori d’Élisabeth Ire Robert Dudley, pesa singulièrement sur les Pays-Bas, et malgré son penchant avoué pour l’Angleterre, Dousa se conduisit avec beaucoup de mesure pendant ces jours difficiles. Nommé en 1591, conseiller de la cour souveraine de Hollande, il s’établit à La Haye. Il semble avoir remis, en cette occasion, la gestion de la bibliothèque que Guillaume Ier avait attachée à l’université de Leyde, et qu’il avait administrée jusque-là, entre les mains de son fils ainé, dont il eut cependant bientôt à déplorer la mort. Inconsolable, il ne put prendre la moindre nourriture pendant trois jours. Tout ce qu’il a écrit par la suite, est empreint de sa profonde douleur. Trois ans plus tard, il commençait à peine à se remettre de ce deuil que survenait la mort, non moins précoce de son second fils, George. Des douze enfants qu’il avait eus, seuls neuf d'entre eux, sept fils et deux filles, avaient atteint l'âge adulte. Tous ses fils ont acquis une réputation d’érudition, particulièrement l’ainé, qui le précéda malheureusement dans la tombe de huit ans, mais également George Dousa, son deuxième fils, François Dousa, son quatrième fils et Théodore Dousa. Il éprouvait toutefois un chagrin plus poignant encore avec son huitième fils, Jacques, dont l’inconduite lui empoisonnait la vie : « Vix tanti Janum progenuisse fuit ! » s’écrie-t-il avec amertume.

### Œuvre

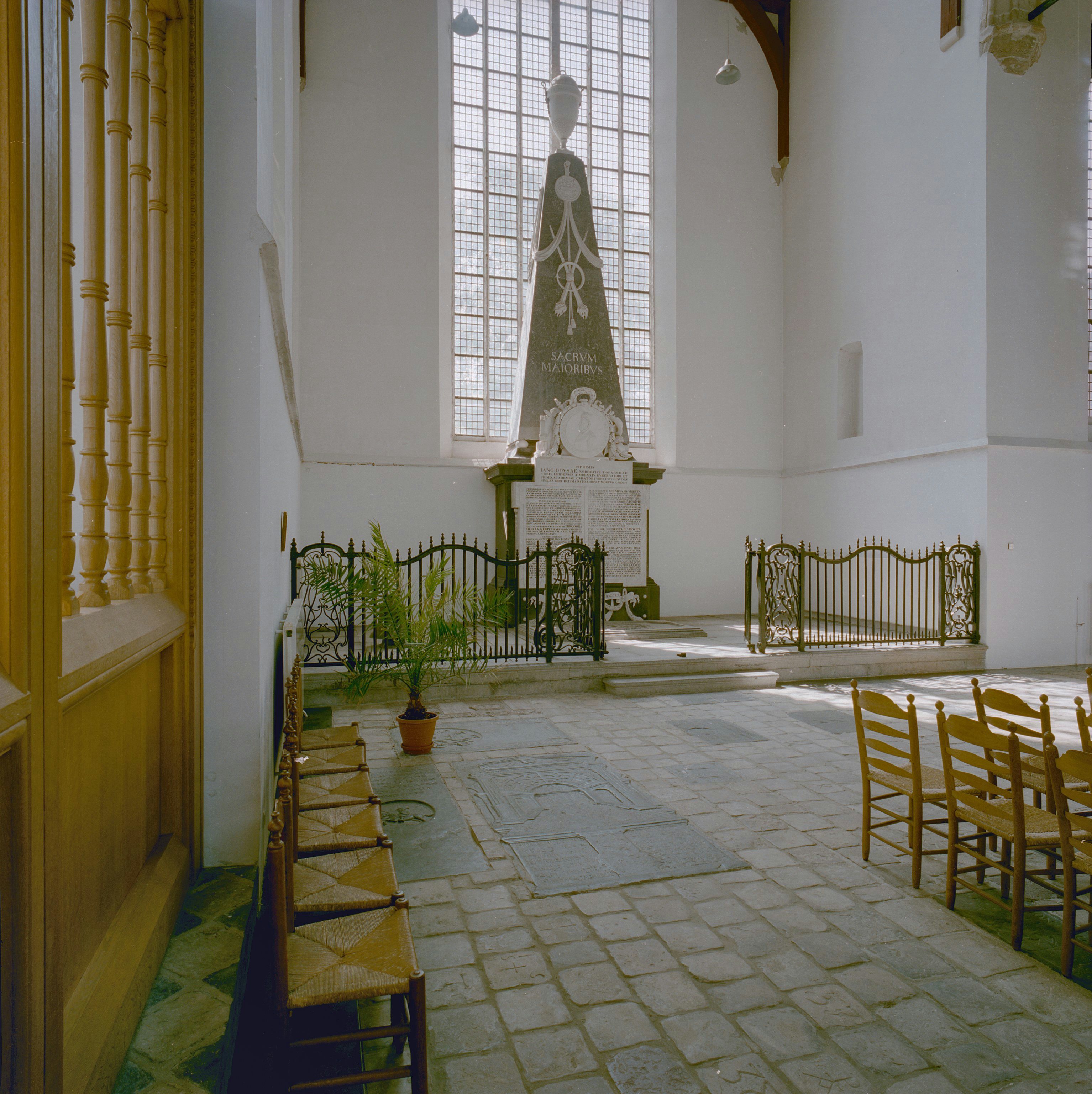
Tombe à Noordwijk.

Étant allé voir une fille mariée en Frise, il y tomba malade. Ramené de cette province à Noordwijk, il y succomba à sa maladie, affirmant, jusqu’à son dernier soupir, son attachement à la réforme protestante à laquelle il avait adhéré, comme la plupart des patriotes néerlandais. Il fut très regretté. Deux orateurs distingués, Daniel Heinsius et Pierre Bertius, le premier par ordre des curateurs de l’université de Leyde, prononcèrent son oraison funèbre. Une médaille, décrite par Gerard van Loon (nl) dans son Histoire numismatique des Pays-Bas, a été frappée en son honneur. Il fut enterré à la Haye où Gerlach Jan Doys van der Does, seigneur de Noordwijk, a fait placer en 1792, dans le temple du lieu, un mausolée à la gloire de son illustre aïeul. À l’époque moderne, plusieurs plumes hollandaises l’ont célébré à l’envi. Enfin, en 1810, le professeur Siegenbeek (en), qui a été le premier professeur de néerlandais à l’université de Leyde, a prononcé dans une solennité académique une Laudatio Jani Dousae, qu’il a publiée en 1812 cum subjunctis annotationibus, Leyde, Vincent Herdingh, 1812, in-8°. Ceux qui ont connu Dousa, l’ont décrit comme unissant une grande simplicité à beaucoup de grandeur d’âme. Doué dans son intérieur de toutes les vertus privées, il était ferme, loyal, courageux et incorruptible dans les affaires publiques. Se consacrant habituellement à l’histoire et à la philologie, la poésie latine constituait son délassement favori, mis il ne négligeait pas tout à fait la poésie hollandaise, alors à ses débuts. Sa devise était Dulces ante omnia musce[réf. nécessaire], et les nombreuses productions littéraires qu’il a laissées, jointes à celles dont il a soigné ou encouragé la publication, prouvent qu’il y était fidèle.

## Publications

### Ouvrages historiques
- Bataviæ hollandiæque annales, Leyde, 1601, in-4°.
- Epistolæ apologeticæ duæ, Leyde, 1593
- Quelques Lettres latines disséminées dans divers recueils.

### Ouvrages philologiques
- In novam Q. Horatii Flacci editionem commentariolus, Anvers, 1580, in-16.Il y donna un appendix en 1582 ; le tout parut ensemble en 1597, et a été réuni depuis à l’Horace de Cruquius.
- Præcidanea pro Q. Valerio Catullo, Anvers, 1581, in-16.
- Præcidanea pro Aulo Albio Tibullo, Anvers, 1582, in-16.
- Pro satyrico Petronii Arbilri præcidaneorum libri tres, Leyde, 1582, petit in-16.
- Centurionatus, sive Plautinarum explicationum libri quatuor, Leyde, 1587, in-16.
- Poëtæ satyrici minores, cum Jani Dousæ et C. Barthii commentariis, éd. Boxhorn, Leyde, 1632, in-16.

Jean Dousa fils a ajouté à son édition de Properce, de Catulle et de Tibulle, quelques notes de son père sur le premier de ces poètes, Leyde, 1592.

### Ouvrages poétiques
Les diverses éditions de ses vers latins sont plus ou moins complètes. La première est de 1569, à Anvers, in-12; elle contient deux livres d’épigrammes, un d’élégies, deux de satires, un de sylves. Il en a paru une nouvelle édition à Leyde, In novs academia nostra, 1575 ou 1576 ; elle est considérablement enrichie.
- Annales rerum, a primis Hollandiæ comitibus per 346 annos gestarum, in unum metricæ historiæ corpus libris decem redacti. Epodon ex puris iambis libri duo, Leyde, 1584.
- Odarum britannicarum liber, ad Elizabetham reginam, François Ravlenghien, Leyde, 1586.
- Echo, sive lusus imaginis jocosæ, Leyde, 1603, in-4°.
- Mânes Dousiani, 2 livres.Il s’agit de complaintes de la tendresse paternelle. Le recueil que Scriverius a publié à Leyde, en 1609, sous le titre de Jani Dousæ poemata pleraque selceta, outre qu’il est fort incomplet, laisse beaucoup a désirer pour le choix. Dousa possédait à un haut degré le talent de la poésie latine, bien qu’il manque parfois de clarté et de gout.

### En collaboration
- L’Ancienne chronique rimée hollandaise de l’écrivain néerlandais du XIIIe siècle Melis Stoke. Dousa la publia, avec Henri Spiegel, à Amsterdam, en 1591, petit in-f°.Cette édition a presque entièrement été brulée.
- Inscriptions recueillies en Italie, par Martin Smetius.Les hasards de la guerre en avaient fait tomber le manuscrit entre les mains d’un Anglais qui l’avait emporté chez lui. Les curateurs de l’université de Leyde le rachetèrent, et Juste Lipse le publia à Leyde, en 1584, in-f°.
- Lucæ Fruterii, Brugensis, librorum qui recuperari potuerunt reliquiæ, Anvers, 1584 ; Leyde, 1585, in-12.Cette publication lui fit un ennemi mortel d’Hubert van Giffen, qui, en retenant les manuscrits du philologue belge Lucas Fruytiers, réalisait la fable du geai se parant des plumes du paon.

## Sources
- « Janus Dousa », dans Louis-Gabriel Michaud, Biographie universelle ancienne et moderne : histoire par ordre alphabétique de la vie publique et privée de tous les hommes avec la collaboration de plus de 300 savants et littérateurs français ou étrangers, 2e édition, 1843-1865 [détail de l’édition]
- Jean Jacques Altmeyer, Les précurseurs de la réforme aux Pays-Bas, t. 2, W.-P. Van Stockum & fils, 1886, p. 242.